# Mao Tân Vũ
Mao Tân Vũ (tiếng Trung: 毛新宇, 1970) là một trong các cháu trai của Mao Trạch Đông. Ông là con trưởng của Mao Ngạn Thanh, con trai thứ nhì của Mao Trạch Đông. Mao Ngạn Thanh qua đời năm 2007 ở tuổi 84. Mao Tân Vũ là thành viên của một hội đồng cố vấn cho quốc hội ở Trung Quốc và là người quyết liệt bảo vệ uy danh của ông nội mình.

## Thân thế
Mao Thế Tân (毛世新) sinh ngày 17 tháng 1 năm 1970 tại Bắc Kinh, thường được biết đến bằng biểu tự Tân Vũ (新宇). Mao trải qua tuổi thiếu niên tại Bắc Kinh, trước khi chính thức gia nhập quân Giải phóng Nhân dân Trung Quốc, Mao được cho là thường sáng tác thơ đăng báo và cũng tự xuất bản một số thi tuyển nhằm bắt chước ông nội.
Mao Tân Vũ trở thành vị tướng trẻ nhất trong quân đội Trung Quốc, ở tuổi 39, theo một tờ báo ngày 24/9, 2009. Việc thăng cấp cho Mao Tân Vũ xảy ra cuối tháng 9/2009 và điều này khiến ông ta trở thành sĩ quan cấp tướng trẻ nhất trong quân đội Trung Quốc lúc này. Trong khi Mao Trạch Đông vẫn còn được sùng kính ở Trung Quốc, các con cháu của ông ta không có vai trò gì quan trọng trong bộ máy cầm quyền. Riêng đối với ông, dù là một vị tướng, nhưng khi Tập Cận Bình đi qua luôn ngó lơ ông. Trong những năm cuối thập niên 2000, Mao Tân Vũ được nhiều người để ý về sự béo mập của mình. Một bức ảnh của ông ta chụp ngày 9/9/2009, nhân ngày kỷ niệm Mao Trạch Đông qua đời cho thấy vóc dáng ông ta trông rất giống ông nội mình.